# Lujo Brentano
Lujo Ludwig Joseph von Brentano (ur. 18 grudnia 1844, zm. 9 sierpnia 1931) – niemiecki prawnik, filozof i ekonomista pochodzenia włoskiego, tzw. „socjalista z katedry”, krytykował koncepcję Marksa wpływu mas na dzieje świata, uznawał wyższość prawa naturalnego nad stanowionym, głosił poglądy indywidualistyczne (wpływ liberalizmu) – wolność i swoboda jednostki; uznawał konieczność istnienia wolnego rynku, ingerencję państwa ograniczał do: kwestii obronności i prawa pracy – zapewnienie ochrony kobietom i małoletnim, głosił konieczność zrzeszania się robotników w związki zawodowe, jego filozofia i koncepcje ekonomiczne wywarły wpływ na twórców społecznej gospodarki rynkowej – Alfred Müller-Armack, Ludwig Erhard w powojennych Niemczech. W prasie polskiej m.in. w „Górnoślązaku” krytykowany za poglądy nacjonalistyczne i szermowanie terminem „naród panów”.